# Dinocroc vs. Supergator
Dinocroc vs. Supergator è un film per la televisione statunitense del 2010 diretto da Jim Wynorski.

## Trama
In un laboratorio di ricerca della Drake Industries a Kauai, nelle Hawaii, il dottor Jason Drake sta compiendo esperimenti genetici sugli animali tramite i quali riesce a creare rettili giganteschi. Due di questi mostri, un Supergator e un Dinocroc (un alligatore e un dinosauro) scappano uccidendo alcuni scienziati e creando il panico sull'isola. Jason Drake si rivolge in prima istanza all'esercito ma la squadra di militari di élite viene facilmente eliminata dai mostri che risultano resistenti ai proiettili e agli esplosivi. Drake si rivolge quindi al cacciatore Bob Logan, conosciuto come il Cajun. A caccia dei due mostri si mettono anche l'agente governativo Paul Beaumont e la poliziotta Cassidy Swanson.

## Produzione
Il film fu prodotto da Roger Corman e diretto da Jim Wynorski  (accreditato come Rob Robertson), girato a Los Angeles in California, e a Kaua'i, Hawaii. Il titolo di lavorazione fu Volcanic. Wynorski ha anche scritto la sceneggiatura (accreditato come Jay Andrews) con Mike MacLean e interpreta in un cameo il personaggio Roy. David Carradine interpreta il dottor Jason Drake.

## Distribuzione
Il film fu trasmesso in televisione nel 2010 sulla rete Syfy. È stato poi distribuito negli Stati Uniti  in DVD nel 2011 dalla Anchor Bay Entertainment. In Italia è stato trasmesso sulla piattaforma Sky a settembre 2011.
Alcune delle uscite internazionali sono state:
- negli Stati Uniti il 26 giugno 2010 (Dinocroc vs. Supergator)
- in Germania il 10 febbraio 2011
- in Giappone il 2 marzo 2011 (in DVD)
- in Italia il 6 settembre 2011

## Riferimenti
Dinocroc vs. Supergator deriva da Dinocroc del 2004 e Supergator del 2007. Fa riferimento anche a La maledizione di Komodo, Komodo vs. Cobra e Hydra - L'isola del mistero.